# 六朝诗
六朝诗，指类型或风格与中国六朝（220年—589年）紧密相联系的诗。它们反映了中国诗歌一个更重要的兴盛时期，也是中国古典诗歌的一个独特时期；这一时期发展出了特别强调浪漫、性别角色、人际关系的一种诗风。因当时中国没有统一，六朝时期有时又叫分裂时期，多个政权在与其他政权并存的情况下兴起衰亡。根据传统标准，这些政权和朝代构成了六朝。六朝时期涵盖的主要时期有：三国（220年—280年）、晋朝（266年—420年，分为西晋266年—316年和东晋317年—420年）、十六国（304年—439年）和南北朝（420年—589年）。有时传统史家的记录因当时政治动荡而在诗歌和政治的发展年谱记载上出现差漏，故诗人们的一生和诗歌的潮流不能清楚地与具体的时间相吻合。将年份转换为公元年使得这一问题更复杂。但抛开年谱记载的困难，六朝诗歌取得了包括正式化了建安时期乐府和诗的差别、进一步发展了赋、理论工作及通过收集和出版六朝和更早的诗歌为诗集使其留存至今等重大发展。

## 背景
六朝诗时期形成了汉朝诗中著名的乐府诗风和随后的唐朝旧体诗复兴之间的重要联系。甚至在汉朝灭亡前，当时的诗歌发展已经随着政权日益落入兴起的地区霸主曹操一族等之手而转向建安风骨。曹氏一族在汉末三国初都对诗风发展有影响，三国之一的曹魏即是曹氏所建。后来崛起的司马氏即以曹魏为基础，司马炎代魏称帝，即晋武帝。立国于266年—316年的西晋统一了中国，但未能长期稳定，失去了对北方的控制。但晋朝整体上盛产诗歌，既有原创诗歌，也有诗集和批评。中国南北分裂作为中国诗歌的一大特点继续存在直至隋朝重新统一，而隋朝的局面也很快被相对统一且长期稳定的唐朝及新的唐诗时代所取代。

### 汉朝诗
汉朝诗所继承的包括《诗经》和《楚辞》中的中国古典诗歌。汉朝诗歌在《诗经》《楚辞》基础上特别发展出乐府诗风。

### 建安诗
除了特定的政治与诗风之间的吻合外，中国诗歌的发展不是准确按朝代的，当时的改朝换代都是不确定的。这是讨论包括名将曹操（155年—220年）在内的汉末和六朝初重要诗人时的情况。曹操被认为属于这一时期，但其实在东汉开始仕途。东汉末年曹氏兴起于著名的建安（196年—220年）年间。建安为名义上的汉朝统治者汉献帝的年号。下一个大历史时期史称三国时期，魏（220年—266年）、蜀（又作蜀汉，221年—263年）、吴（又作东吴、孙吴，229年—280年）分裂汉朝，彼此争斗。建安文学与三国初期诗歌在风格方面与诗人经历共通，虽然217年—218年的瘟疫造成了建安七子之四的死亡，当时的死亡率也高，甚至有人因作品招祸。

## 三国早期诗
184年—220年，曹氏卷入中国不同地区的军阀混战。213年，曹操建立魏王国。220年，曹丕建立魏，以其姓氏史称曹魏（220年—266年），定都于华北的洛阳。曹操有24首诗存世。曹操及其子继承人曹丕都是著名的文化保护者。整个曹氏家族尤其是曹操的第四子曹植与其他诗人一起协助形成了建安风骨。曹植也因其戏剧性地作了救了自己一命的《七步诗》闻名。曹丕著《典论·论文》列出影响建安风骨发展的建安七子，其中之一徐干（170年—217年）便是得到了曹操的保护，其中的另一位诗人为王粲（177年—217年）。

## 魏末晋初
从220年到263年的三国中期，以三个敌对国家之间政治、军事安排更为稳定为标志。后期则以三方结构崩塌为标志。首先，263年，魏灭蜀。与此同时，曹氏的权力已在一系列阴谋和内斗中渐渐落入司马氏一党手中。司马氏本为曹氏臣属，通过阴谋等手段夺取曹氏一党手中的权力。266年2月，司马炎迫魏帝曹奂禅位，代魏建立新政权晋朝，他即后来的晋武帝。从政治上讲，这段时间是视司马氏为篡权者的忠魏者的危险期。从诗歌上讲，这段时间因诗人避世，有助于且激励了隐遁诗，这些诗的内容包括自然、诗歌、酒和特殊场合的朋友。这也常明白地或仅仅暗示诗人的抗议。

### 阮籍与竹林七贤
如传统史料所述，这一组人在充满政治的三国末期和晋朝初期渴望躲避内斗、腐败、令人窒息的朝廷生活。它的成员刘伶（221年—300年）、阮籍（210年—263年）、阮咸（3世纪）、向秀、王戎（234年—305年）、山涛（205年—283年）聚集在山阳（在今河南省）嵇康（223年—262年）家附近的竹林，欣赏彼此的作品和简朴生活。现代批评者认为这些聚会可能带有一些虚构成分。这种生活方式与朝廷政客相悖。七贤享受酒、个人自由、自然与对自然的歌颂。他们各有特点，但一起享受哲学谈论、乐曲、饮酒。伯顿·沃森认为阮籍是建安风骨后“第一个重要诗人”。阮籍以隐遁和友谊为主题，帮助定义了六朝诗的发展。他帮助发展了建安诗人刚发展的五言诗，但他摆脱了其最初赤裸的现实地描述特定场景，改为着眼于更广义的、抽象的、象征性的诗的陈述。阮籍也发展了自然主题，聚焦于“时光飞逝和四季更替”，导向人的死亡。阮籍也习惯用鸟的形象表达自由的象征和躲避环境的能力。伯顿·沃森注意到阮籍现存的诗明显缺少对酒的描述。这并不是说他不好酒，他在不能公然拒绝巨大政治压力下的婚姻安排时，为了逃避，连续醉了2个月。

### 其他晋初诗人
晋朝诗人和官员张华（232年—300年）实际上生于晋朝建立前，但在晋朝年间活跃作诗并因八王之乱去世。将领和多产诗人陆机用玄学将文学理论引导到新的文赋形式。

## 晋朝
晋朝淮北被北方政权占领，但因史家常聚焦于定都的东西之别，遂按地理被分为西晋和东晋两个阶段。

### 历史背景
晋朝（266年—420年）于280年短暂统一中国，但在291年—306年陷入蹂躏摧毁华北的多方内战即八王之乱。最初的13年，是至少八位诸侯王和不同公爵之间极端的暴力和孤注一掷的权力斗争。304年，北方原独立的匈奴部族在新自称的大单于刘渊（后来的汉赵天王）领导下宣告自立，并以接手的大军为支持。各类胡人都卷入了五胡乱华，316年晋朝皇帝已沦为南方地区统治者。故晋史可分为西晋（266年—316年）和东晋（316年—420年）两个阶段。

### 西晋诗
一些西晋诗弥漫着社会和政治的乱象，伴随着各种时代变迁。因为西晋跨度约50年，很多诗人和诗潮多少超出了这些界限。

### 东晋诗
东晋诗包括赋。赋有时被认为诗的一种，有时被认为具有诗特质的散文。这种散文和诗的和谐通常是典型的后期六朝文学。最终，唐朝的后期六朝文学的一种持久的影响至少是当时沉醉其中的反应。直到晚唐，类似的密集典故文学再次流行。无论如何，大约东晋年间，南方发生了很多诗界活动。

#### 兰亭集
《兰亭集》（353年）收集了包括谢安、孙绰在内42位文人于上巳节在浙江绍兴附近的兰亭作诗饮酒之事。士绅们赛酒，酒杯被沿着一条曲折的小溪放下，男人们则坐在岸上，当杯子停住时，离它最近的人要喝完杯中酒并作诗一首。最后，其中的26位参与者写了37首诗。《兰亭集序》更是书法界名作。

#### 子夜歌
同时知名的还有相传为东晋江南一名名叫子夜的女子所作的《子夜歌》。这部引起性欲的诗目既是早期的具体文章诗集，其文章也是后期流派的基础。原文根据四季分为四部分，后期文章相应地也显示出四季的面貌。

#### 陶渊明
陶渊明，名陶潜，365年—427年在世。他是六朝的南朝诗人之一，生于东晋，并活到了之后的刘宋朝。他与田园诗派的形成有关，也是隐遁诗的楷模。他也尤其以自己的自然表达描述即刻经历的风格闻名。陶潜被晋廷用为官员，薪俸为五斗米，但他以出名的方式退出官场，为了过种田作诗的生活而辞职。他的另一项最爱好的可能由此产生的活动是自己酿酒。他有大约130首诗存世。

#### 谢灵运
谢灵运（385年—433年）是与陶渊明的田园诗派相对的山水诗先驱和主要典型人物。他的诗隐晦而复杂，用了很多山和自然的意象。

#### 赋和其他东晋诗
其他重要的东晋诗人包括太康年间的陆机（261年—303年）、潘岳（247年—300年）、刘琨、郭璞（276年—324年）及常被认为刘宋诗人的颜延之（384年—456年）。陆机以文赋扬名。潘岳也作赋，以三首给亡妻的诗为人所铭记。郭璞是多产作家，作品包括散文、诗、赋。

## 十六国诗
十六国是华北及其邻近地区一系列短命政权存在的时期（304年—439年），这些政权建立于晋朝失去对华北的控制、领地局限于原先的南方地区后，从时间跨度上越过了晋朝的灭亡并且到了实际上的南北朝时期（420年—589年）建立后。这一时期其中一位著名诗人为曾于376年统一华北的前秦（351年—394年）政权的4世纪诗人苏蕙。在当时的时间和地域对女诗人的限制下，她的几乎所有文学作品都散佚了。她唯一留存的文章是回文诗《璇玑图》。

## 南北朝诗
晋朝之后是南朝，包括南朝宋、南朝齐、南朝梁和南朝陈。北朝包括北魏（386年—534年）、东魏（534年—550年）、西魏（535年—557年）、北齐（550年—577年）、北周（557年—581年）。总称南北朝（420年—589年）。南北的划分是基于政治和军事，以及自然形成的由长江、淮河、秦岭等组成的东西走向分界线。庾信是罕见的同时和南朝与北朝有关的诗人之一。

### 刘宋
元嘉三大家包括鲍照、谢灵运、颜延之。

### 永明体
南齐武帝永明年间为483年—493年。几位诗人与此相关。
王融（468年—494年）是永明年间最著名的诗人之一。他很参与政治事件，这最终导致了他的早亡。
范云（451年—503年）是另一位永明诗人。
苏小小（卒于501年）是南齐年间钱塘城（今浙江杭州）名妓和诗人。

### 梁朝和玉台新咏
南朝梁（502年—557年）是南朝的第三个朝代。由萧氏所建，开国之君为梁武帝。中大通三年（531年），皇子萧纲（后为梁简文帝）被立为皇太子，此后他既练习写诗，又赞助诗人。这段时间的诗歌活动中最重要的是在皇太子萧纲赞助下由徐陵（507年－583年）编纂的《玉台新咏》。“玉台”是奢华宫室的一部分，是上等妇人被贬谪后的去处，一大主要传统意象就是一个失宠的美妾在孤单的囚禁中憔悴。《玉台新咏》被广泛翻译成英语。该诗集收录了600多篇文章，聚焦美女的理想，其中一些诗事实上是同性恋的，描述受宠的少男如同其他文章中受宠的女性一样。在其他情形下，“恋物症的暗示”在描述诗中与男女相关的物品的诗韵中得到展现，如他们的卧室、宴会厅、乐器、使用的台灯或镜架，或他们写爱情笔记所用的好信纸。

## 影响
中国被隋朝（581年—618年）统一后，六朝时期终结。就诗歌发展而言，隋朝和初唐的诗歌都深受六朝诗之惠。六朝诗的各类影响包括形式和内容，如历史参考。六朝时期对诗歌的重要性包括诗歌理论和审美理解。其中一例即是刘勰的《文心雕龙》。